# Вейкман, Иероним Андреевич
Иероним Андреевич Вейкман (нем. Hieronymus Weickmann; 26 февраля 1825, Нюрнберг — 26 апреля 1895, там же) — российский альтист немецкого происхождения.

## Биография
Сын художника по фарфору. Учился в своём родном городе у Карла Эрдмансдёрфера. В 1850 году женился на сестре скрипача Иоганна Пиккеля и в 1853 году уехал вслед за ним в Россию, где работал до 1891 года.
В 1855—1890 гг. играл в оркестре Мариинского театра. Одновременно в 1859—1889 гг. участвовал в квартете Санкт-Петербургского отделения Русского музыкального общества, в котором его партнёрами были, помимо Пиккеля, Леопольд Ауэр и Карл Давыдов (а позднее Александр Вержбилович). Выступал также как солист — исполнив, в частности, сольную партию в концертной симфонии Гектора Берлиоза «Гарольд в Италии» с оркестром под управлением автора в ходе гастролей Берлиоза в России в 1867 году. Для Вейкмана была написана соната для альта и фортепиано Антона Рубинштейна, исполненная им вместе с автором; Генрик Венявский посвятил Вейкману альтовую пьесу «Грёзы».
С 1863 года преподавал в Санкт-Петербургской консерватории, с 1879 года профессор. Первым выпускником вейкмановского класса альта стал Василий Бессель, в дальнейшем известный музыкальный издатель.